# Ковраец
Ковраец — река в Драбовском и Золотоношском районах Черкасской области Украины. Левый приток реки Супой (бассейн Днепра). Длина — 42 км. Площадь водосборного бассейна — 203 км².
Исток реки Ковраец расположен у села Тополи, в селе Песчаное река впадает в Супой.
На реке Ковраец расположено известное имение полковника Степана Томары Коврай, где несколько лет провёл знаменитый философ Григорий Саввич Сковорода.